# Разія Султан
Разія Султан (гінді रज़िया सुल्ताना, 1205 — 13 жовтня 1240) — 5-й правитель Делійського султанату у 1236—1240 роках. Її ім'я Разія перекладається як «Улюблениця».

## Життєпис

### Боротьба за владу
Була донькою султана Ілтутмиша. Здобула гарну освіту. Замолоду виявила здібності до керування, розважливість. Завдяки цьому Ілтутмиш після смерті свого старшого сина насир-уд-діна вирішив призначити Разію спадкоємицею трону. Це було оформлено відповідним фірманом незадовго до смерті Ултутмиша у 1236 році.
Втім, тюркська знать відмовилася визнавати волю померлого султана й поставила на трон іншого сина Ілтутмиша — Фіруза. За останнього почалися численні повстання у провінціях. Разія вирішила цим скористатися, щоб здобути владу. При цьому їй довелося також боротися з матір'ю Шах-туркан. Зрештою заколот Разії вдався — вона оволоділа Делі, а брата було вбито. Проте це багатьох не влаштовувало: численні загони тюрків взяли в облогу Делі. Втім, завдяки дипломатичним здібностям Разії вдалося розділити ворогів, частину перетягнути на свій бік, а інших стратити або розбити у битвах.

### Володарювання
У 1236 році її війська ще раз підкорили Бенгалію. Після цього її владі не чинили опір до 1240 року. Для зміцнення свого становища Разія призначила на посаду еміра емірів Джамал-ад-діна Якута, ефіопського раба й свого коханця.
Зрештою намісники Пенджабу повстали проти правління жінки, незважаючи на те, що правління Разії відрізнялося економічною та політичною стабільністю, відсутністю великих податків та здирництва. У 1229 році повстав малік (правитель) Лахору Іза ад-дін Кабір-хан Айяз. Втім, Разії вдалося швидко придушити його бунт. Але Айяза не було страчено — він отримав в управління місто Мултан. У 1240 році повстав малік Бхатінди Іхтіар-уд-дін Альтунія. Разія виступила проти нього, але по-зрадницьки була схоплена, а її коханця Джамал-ад-діна стратили.

## Загибель
Разію позбавили трону й запроторили до фортеці Табархінд. Новим султан поставили Бахрама, брата Разії. Втім, через деякий часів малік Альтунія погиркався зі своїми союзниками, звільнив Разію, одружився з нею й рушив на Делі. Проте Альтунія та Разія зазнали поразки. Разія відступила до Табархінда, де зібрала нову армію. Вирішальна битва відбулася при Кайтхалі, де Разія зазнала нищівної поразки, потрапила в полон і була страчена (за однією версією), а за другою — втекла й була вбита індусами-джатами.

## Творчість
Складала вірші під псевдонимами Ширін Діхлаві та Ширін Гурі. Вважається талановитою поетесою.